# HD 167425
HD 167425，又名CP-63 4370，SAO 254209、HR 6828，是一颗恒星，视星等为6.18，位于銀經330.73，銀緯-20.81，其B1900.0坐标为赤經18h 9m 59.9s，赤緯-63° -20.81′ 54″。